# Batrachedra amydraula
Batrachedra amydraula là một loài bướm đêm thuộc họ Batrachedridae. Loài này có ở Bangladesh tới miền tây Ả Rập Xê Út, Yemen, Israel, Iraq và Iran, cũng như phần lớn Bắc Phi.
Sải cánh khoảng 10–14 mm.
Ấu trùng ăn các loài Derris trifoliate và Phoenix dactylifera. Nó là một trong các loài gây hại cho cây chà là và gây ra tổn thất 50% thu hoạch. Có ba lứa mỗi năm ở Các Tiểu vương quốc Ả Rập Thống nhất.